# Peña Mujika
Mujika Taldea (originariamente Peña Mujika) fue un grupo ultra  antifascista de extrema izquierda de seguidores de la Real Sociedad que fue fundado en 1981, poco después de que la Real Sociedad ganara el título de liga. El grupo está de facto disuelto, y sus antiguos miembros se han diluido entre los distintos grupos que pueblan la grada Aitor Zabaleta de Anoeta. 

## Historia
El nombre lo toma de la fábrica de madera llamada Mujika antes de la construcción del estadio en el sur del campo de fútbol Estadio de Atocha, donde se encuentra la afición del Lagunarte. Era un grupo con un sentimiento nacionalista y antifascista.  
Fue formada en la temporada 1979–80 en San Sebastián, y la temporada siguiente se consolida como grupo. 1981 es, de hecho, el año oficial de fundación del grupo. Mujika Taldea destaca en este periodo por sus grandes ikurriñas e incansables cánticos al más puro estilo inglés. Tradicionalmente, la violencia vino dada por sus enfrentamientos con la Policía, dado su marcado carácter independentista, así como con hinchadas de distinto signo político. 
La actividad del grupo empieza a decaer a mediados de la década del 2010, ya que las nuevas generaciones txuriurdines empiezan a apostar por nuevos proyectos y, con ello, Mujika Taldea va reduciendo paulatinamente su actividad. En torno a 2015, la mayoría de sus miembros se unen al proyecto de la nueva grada de animación de Anoeta, y el grupo prácticamente deja de llevar a cabo actuaciones diferenciadas.